# شهاب الدين دلاور
شهاب الدين دلاور هو قيادي بارز في حركة طالبان الأفغانية. وهو عضو مؤسس في فريق التفاوض الخاص بهم ومقره قطر، وصل إلى هناك في يناير 2012. عمل سفيرا لدى باكستان والمملكة العربية السعودية في ظل حكومة طالبان. كما شغل منصب القنصل العام في القنصلية الأفغانية في بيشاور.
دلاور ينتمي إلى ولاية لوكر. درس في دار العلوم حقانية. وارتبط بمهنة التدريس. اعتبارًا من عام 2021 أصبح يدير معهدًا دينيًا في بيشاور. انضم دلاور إلى حركة طالبان في التسعينيات عندما ظهرت في أفغانستان.